# エレーン・デヴリー
エレーン・デヴリー（Elaine Devry、1930年1月10日 - 2023年10月22日）は、アメリカ合衆国の女優。

## 生い立ち
父フレッド・P・マーンケンと母ホーテンス・マーンケン夫妻のもと、出生名セルマ・エレーン・マーンケンとしてカリフォルニア州コンプトンで生まれ、成長する。3歳年長のジェフという兄がいた。15歳の時にモデルの仕事を始める。コンプトン・ハイスクールを卒業後、後にホームカミング・クイーンとなるコンプトン・カレッジ短期大学に学ぶ。
1948年、ハイスクール時代のボーイフレンドであるダン・ダッチックと結婚後、1952年に離婚するまで夫妻はモンタナ州ビュートに住んでいた。離婚後デヴリーはカリフォルニア州に戻り、ウィルシャー・ブルバードのドローレス・ドライブインでカーホップとして働いた。

## 経歴
『プレイラブ48章』など、多くの映画に出演。デヴリーは一時期、俳優のミッキー・ルーニーと結婚していた。
ルーニーと初共演した『The Atomic Kid』をはじめ、経歴の初期にはエレーン・デイヴィス (Elaine Davis) とクレジットされていた。『ペリー・メイスン』には3回ゲスト出演し、1962年のエピソード「影をみせた女」 (The Case of the Shapely Shadow) ではタイトルロールの被告ジャニス・ウェインライトを演じた。その他にも『ボナンザ』、『サンセット77』、『バークにまかせろ』、『ニューヨーク・パパ』、『かわいい魔女ジニー』、『ドクター・ウェルビー』など、多くの人気テレビドラマシリーズに出演した。

## 私生活
1948年9月、デヴリーはモンタナ州ビュートでハイスクールのボーイフレンド、ダン・ダッチックと結婚。翌年、ダッチックはロサンゼルスで複数回に及ぶ強盗により有罪判決を受け、5年間の保護観察に付された。夫妻はビュートで暮らしていたが1952年に離婚した。そして1952年の秋に出会ったミッキー・ルーニーと1952年11月15日にラスベガスで結婚、この結婚は6年間続いた。彼らにはジミー（別名ウィリアム）という息子がいる。
2005年には、デヴリーはオレゴン州の牧場に住んでいた。
2023年10月22日、93歳で亡くなった。

## フィルモグラフィー

### 映画
| 年   | 原題                          | 邦題                | 役名                     | 備考             |
| ---- | ----------------------------- | ------------------- | ------------------------ | ---------------- |
| 1953 | A Slight Case of Larceny      |                     | 車中の女                 | クレジットされず |
| 1954 | The Atomic Kid                |                     | オードリー・ネルソン     |                  |
| 1958 | China Doll                    | 戦火                | アリス・ニコルズ         |                  |
| 1961 | The Last Time I Saw Archie    | おかしな兵隊物語    | キャロル                 |                  |
| 1961 | Man-Trap                      | 男の罠              | リズ・アダムス           |                  |
| 1963 | Diary of a Madman             | オルラ/血の連続殺人 | ジェーン・ダーヴィル     |                  |
| 1967 | A Guide for the Married Man   | プレイラブ48章      | ジョスリン・モンゴメリー |                  |
| 1969 | With Six You Get Eggroll      |                     | クレオ                   |                  |
| 1970 | Once You Kiss a Stranger      | 死刑台に接吻        | シャロン                 |                  |
| 1970 | The Cheyenne Social Club      | テキサス魂          | ポーリーン               |                  |
| 1971 | Bless the Beasts and Children | 動物と子供たちの詩  | コットンの母             |                  |
| 1973 | The Boy Who Cried Werewolf    | 現代狼男の怪        | サンディ・ブリジストン   |                  |
| 1974 | Herbie Rides Again            | 続ラブ・バッグ      | 秘書                     |                  |
| 1999 | Heart to Heart.com            |                     | エイミー                 |                  |

### テレビ
| 年      | 原題                      | 邦題                         | 役名                                                                                                | 備考        |
| ------- | ------------------------- | ---------------------------- | --------------------------------------------------------------------------------------------------- | ----------- |
| 1953    | General Electric Theater  |                              | 車中の女                                                                                            | 1エピソード |
| 1955    | The People's Choice       | 青春ぶらんこ                 | ブルネットページェント候補者                                                                        | 1エピソード |
| 1955    | The Great Gildersleeve    |                              | 歌唱教師                                                                                            | 1エピソード |
| 1959-60 | Bachelor Father           | おじさまはひとりもの         | フィリス・ウェントワース (1959) モーテンソン嬢 (1960)                                               | 2エピソード |
| 1960    | Bourbon Street Beat       | バーボン・ストリート         | ナンシー・デュモンド                                                                                | 1エピソード |
| 1960    | Death Valley Days         |                              | ベル・ウェーバリー                                                                                  | 1エピソード |
| 1960    | Laramie                   | ララミー牧場                 | シカゴから来た女                                                                                    | 1エピソード |
| 1961    | Tales of Wells Fargo      | 拳銃街道                     | キャロリン・ロビンズ                                                                                | 1エピソード |
| 1961    | Lock-Up                   | ロックアップ                 | デビー・アーノルド                                                                                  | 1エピソード |
| 1961    | Dante                     |                              | エリカ                                                                                              | 1エピソード |
| 1961    | The Dick Powell Show      |                              | ローレンス嬢                                                                                        | 1エピソード |
| 1961    | Target: The Corruptors!   | コラプターズ                 | ロリー                                                                                              | 1エピソード |
| 1961-62 | Surfside 6                | サーフサイド6                | セルマ・ラング (1961) デニス (1962)                                                                 | 2エピソード |
| 1962    | 77 Sunset Strip           | サンセット77                 | ジェニー・デイ                                                                                      | 1エピソード |
| 1962    | I'm Dickens, He's Fenster | みなさんトンカチ・コンビです | ダイアン                                                                                            | 1エピソード |
| 1962    | Hawaiian Eye              | ハワイアン・アイ             | ドリーン・タルボット                                                                                | 1エピソード |
| 1962    | Ripcord                   | リップコード                 | | 1エピソード |
| 1963    | Arrest and Trial          | 事件と裁判                   | バーデット嬢                                                                                        | 1エピソード |
| 1963    | Burke's Law               | バークにまかせろ             | ペギー                                                                                              | 1エピソード |
| 1962-64 | Perry Mason               | ペリー・メイスン             | ジャニス・ウェインライト (1962) テリー・クローバー (1963) シルビア・グイン (1964)                   | 3エピソード |
| 1965    | Bonanza                   | ボナンザ                     | ヴァレリー                                                                                          | 1エピソード |
| 1967    | I Dream of Jeannie        | かわいい魔女ジニー           | ダイアン・ネルソン                                                                                  | 1エピソード |
| 1967    | Lassie                    | 名犬ラッシー                 | 火事見張り人                                                                                        | 1エピソード |
| 1967-69 | Dragnet 1967              | 再現ファイル/捜査網          | パトリシア・ウィンゲート (1967) アイリーン・ゴーマン (1968) マギー・ヒントン (1969)                 | 3エピソード |
| 1966-69 | My Three Sons             | パパ大好き                   | ヘレン・ローガン (1966) ミリセント・ソーヤー (1969)                                                 | 2エピソード |
| 1969    | Family Affair             | ニューヨーク・パパ           | ジョイス                                                                                            | 1エピソード |
| 1970    | To Rome with Love         | パパと三人娘                 | マギー                                                                                              | 1エピソード |
| 1972    | Cannon                    | 探偵キャノン                 | アイリーン・プレヴィン                                                                              | 1エピソード |
| 1971-75 | Marcus Welby, M.D.        | ドクター・ウェルビー         | エリー・ヒル (1971) ロレッタ・マッケンナ (1972) シェリア・ブライアント (1974) ブレイデン夫人 (1975) | 4エピソード |
| 1978    | Project U.F.O.            | プロジェクトUFO              | キャロル・マクレーン ロビンソン夫人                                                                 | 2エピソード |
| 1996    | Beverly Hills Bordello    |                              | アリソン                                                                                            | 1エピソード |